# 红花垂头菊
红花垂头菊（学名：Cremanthodium farreri）为菊科垂头菊属的植物，为中国的特有植物。分布在缅甸以及中国大陆的云南等地，生长于海拔4,000米至4,600米的地区，常生于高山草地及砾石地，目前尚未由人工引种栽培。